# Амирал Мурджеску (минный заградитель)
«Адмирал Мурджеску»,   рум. Amiral Murgescu, «Дон», ПМ-76, ПМР-76 — минный заградитель ВМС Румынии, с 1944 года Черноморского флота ВМФ СССР. Самый большой корабль построенный в Румынии до Второй Мировой войны.

## История создания
Корабль был спроектирован в немецко-голландской компании IvS на основе голландского минного заградителя HNLMS Jan van Brakel. Минзаг был заложен на румынской верфи в Галаце под стапельным номером «конструкция № 42». 2 марта 1941 года корабль своим ходом прибыл на главную базу румынского флота Констанцу и 15 мая 1941 года вступил в строй. Второй корабль в этой серии — «Cetetea Alba» — был заложен в 1939 году, однако не был завершен. Строительство ещё двух кораблей этого класса было отменено.

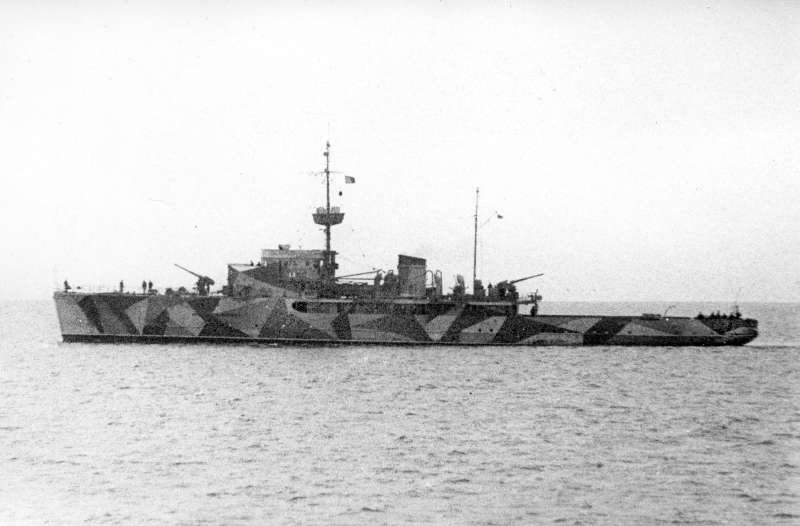
В камуфляже в море

## История службы

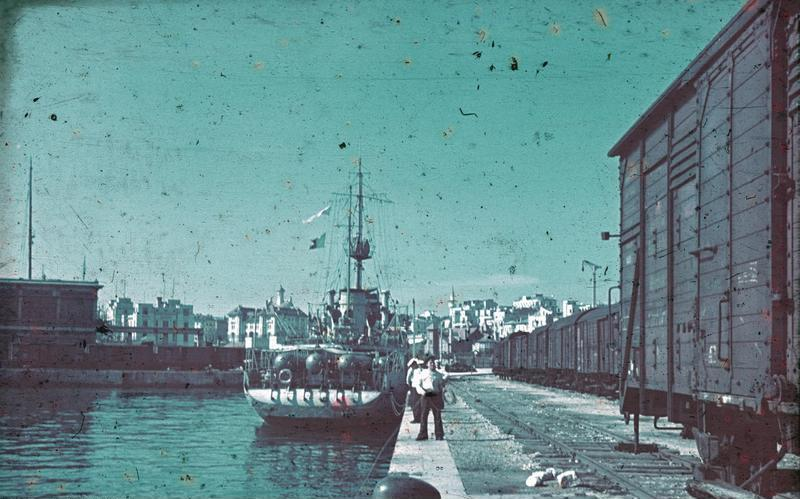
В порту Констанцы, октябрь 1941. Фото Хорст Грун

Участвовал во Второй мировой войне. Участвовал в минных поставновках, а так же в 16 конвоях транспортых судов для транспортировки войск и грузов на фронт, в основном Констанца-Севастополь. Участвовал в эвакуации войск из Крыма в 1943-1944 годах. Корабль был награжден в румынских ВМС орденами Короны Румынии и Звезды Румынии IV класса с мечами и лентой «Военные добродетели» с прикреплением на флаг.
На протяжении всей войны у корабля было четыре капитана: Александру Думбравэ (1941–1942), Овидиу Мэрджиняну (1942–1943), Георге Хартинг (1943) и Антон Фока (1943–1944).
29 августа 1944 года был захвачен советскими войсками в качестве трофея в Констанце и 14 сентября 1944 года зачислен в состав Краснознамённого Черноморского флота как минный заградитель «Дон».
4 января 1958 года переоборудован в плавмастерскую, с переименованием в ПМ-76. 8 июня 1966 года получила новое название — ПМР-76. 27 мая 1988 года плавмастерская была исключена из списков судов ВМФ и сдана для разделки на металлолом в Инкермане.